# Xanthoparmelia dubitella
Xanthoparmelia dubitella är en lavart som beskrevs av Elix. Xanthoparmelia dubitella ingår i släktet Xanthoparmelia och familjen Parmeliaceae.   Inga underarter finns listade i Catalogue of Life.